# Bosco Lâm Cát Nam
Bosco Lâm Cát Nam (sinh 1943, tiếng Trung:林吉男, tiếng Anh:Bosco Lin Chi-nan) là một giám mục người Đài Loan của Giáo hội Công giáo Rôma. Ông nguyên là Giám mục chính tòa Giáo phận Đài Nam.

## Tiểu sử
Giám mục Nam sinh ngày 14 tháng 5 năm 1943 tại Đài Loan. Sau quá trình học hỏi giáo lý và giáo luật, cũng như tu tập, Phó tế Bosco Nam được truyền chức linh mục ngày 6 tháng 1 năm 1973. Tòa Thánh công bố bổ nhiệm linh mục Bosco Lâm Cát Nam làm Giám mục Phụ tá Giáo phận Cao Hùng ngày 28 tháng 9 năm 1992. Lễ tấn phong cho Tân giám mục diễn ra sau đó vào ngày 2 tháng 1 năm 1993 do Giám mục Phaolô Thiện Quốc Tỷ S.J., giám mục Cao Hùng làm chủ phong, giám mục phụ phong gồm Nguyên Tổng giám mục Đài Bắc Mátthêu Giả Ngạn Văn và giám mục Giuse Lâm Thiên Trợ, chính tòa Giáo phận Gia Nghĩa. Ngày 24 tháng 1 năm 2004, ông được thuyên chuyển làm Giám mục Đài Nam và kết thúc nhiệm vụ vào ngày 14 tháng 11 năm 2020. Giám mục kế vị ông là Gioan Lý Nhã Vọng.